# Pachnobia zelleri
Pachnobia zelleri là một loài bướm đêm trong họ Noctuidae.